# Centerville (Ohio)
Centerville – miasto w Stanach Zjednoczonych, w zachodniej części stanu Ohio, w obszarze municypalnym Dayton.
Liczba mieszkańców w 2000 roku wynosiła 23 216.

## Miasta partnerskie
- Waterloo, Kanada
- Bad Zwischenahn, Niemcy